# Unterseeboot 298
L'Unterseeboot 298 (ou U-298) est un sous-marin allemand (U-Boot) de type VII.C/41 utilisé par la Kriegsmarine (marine de guerre allemande) pendant la Seconde Guerre mondiale.

## Historique
Mis en service le 1er décembre 1943, l'Unterseeboot 298 reçoit sa formation de base à Danzig en Pologne au sein de la 8. Unterseebootsflottille jusqu'au 17 juillet 1944, puis l'U-298 rejoint la U-Abwehrschule pour la formation des équipages.
L'U-298 n'a participé à aucune patrouille de guerre pendant sa carrière.
Après la reddition de l'Allemagne nazie le 8 mai 1945, l'U-298 se rend à son tour le 9 mai 1945 à Bergen en Norvège.
Le 29 mai 1945, il est transféré de Bergen à Loch Ryan en Écosse qu'il atteint le 4 juin 1945 en passant par Scapa Flow, en vue de l'opération alliée de destruction massive d'U-Boote de la Kriegsmarine.
Le 28 novembre 1945, il est remorqué par le sloop HMS Fowey jusqu'à la position de destruction.

L'U-298 est coulé le 29 novembre 1945 par des tirs d'artillerie venant du destroyer HMS Onslow et de la frégate HMS Cubitt (en) à la position géographique de 55° 35′ N, 7° 54′ O.

## Affectations successives
- 8. Unterseebootsflottille à Danzig du 1er décembre 1943 au 17 juillet 1944 (entrainement)
- U-Abwehrschule du 18 juillet 1944 au 8 mai 1945 (navire-école)

## Commandement
- Oberleutnant zur See der reserve Ortwin Hensellek du 1er au 21 décembre 1943
- Oberleutnant zur See der reserve Otto Hohmann du 21 décembre 1943 au 17 juillet 1944
- Oberleutnant zur See Heinrich Gehrken du 18 juillet 1943 au 9 mai 1945

## Patrouilles
L'U-298 n'a participé à aucune patrouille pendant son service actif.

### OpérationsWolfpack
L'U-298 n'a pas opéré avec les Wolfpacks (meute de loups) durant sa carrière opérationnelle.

## Navires coulés
L'Unterseeboot 298 n'a ni coulé, ni endommagé de navire ennemi, n'ayant participé à aucune patrouille pendant son service.

### Source et bibliographie
- (en) Cet article est partiellement ou en totalité issu de l’article de Wikipédia en anglais intitulé « German submarine U-298 » (voir la liste des auteurs).
- Chris Bishop, historien militaire (trad. de l'anglais par Christian Muguet), Les sous-marins de la Kriegsmarine : 1939-1945 : le guide d'identification des sous-marins [« The spellmount submarine identification guide : Kriegsmarine U-boats 1939-1945 »], Paris, Éd. de Lodi, 2008, 192 p. (ISBN 978-2-84690-327-1, OCLC 470721805, BNF 41298980)